# Królik po berlinsku
Królik po berlinsku é um documentário de 2009 dirigido por Bartosz Konopka e Anna Wydra. Como reconhecimento, foi nomeado ao Oscar 2010 na categoria de Melhor Documentário em Curta-metragem.